# Liberto di Saint-Trond
Liberto (... – 783) è stato un monaco cristiano belga, considerato santo dalla Chiesa cattolica e ricordato il 14 luglio.

## Biografia
Di famiglia nobile dei conti  di Adone di Malines, Liberto venne battezzato ed educato da san Rombaldo di Mechelen.
Divenne monaco benedettino  nell'abbazia di Sint-Truiden. Venne ucciso dai normanni invasori ai piedi dell'altare dell'abbazia nel 783.

## Culto
La sua festa è il 14 luglio ed è venerato a Mechelen.